# Mounira Al Solh
Mounira Al Solh (* 1978 in Beirut) ist eine libanesisch-niederländische Zeichnerin, Video- und Installationskünstlerin.

## Ausbildung
Mounira Al Solhs Familie verließ während des libanesischen Bürgerkriegs 1989 Beirut und emigrierte ins syrische Damaskus. Al Solh studierte Malerei an der Lebanese University in Beirut von 1998 bis 2001. Anschließend studierte Mounira Al Solh an der Gerrit Rietveld Academie in Amsterdam von 2003 bis 2006 Bildende Kunst. 2007 und 2008 war sie Research Resident an der Rijksakademie van beeldende kunsten in Amsterdam. 2012 nahm sie am friedlichen Weißen Marsch in Beirut teil und gedachte der Bürgerkriegsopfer in Beirut.
Sie lebt in Beirut und in Amsterdam.

## Werk
Mounira Al Solh beschäftigt sich mit aktuellen Auswirkungen von Flucht, Vertreibung und Krieg. Sie verarbeitet zum Teil eigene Erfahrungen in einem kulturellen Nomadentum.

### documenta 14, Athen
In Athen hat Mounira Al Solh eine Installation errichtet. Ein Zelt, bestickt von Frauen in den Flüchtlingslagern ihrer Heimat Libanon, als symbolischer Zufluchtsort für durch Kriege Entwurzelte. Es umhüllt einen Tisch mit Buchseiten, auf die Al Solh die Geschichten der Migranten niedergeschrieben hat, denen sie zuletzt in Athen und Kassel begegnet ist. Die libanesische Künstlerin Mounira Al Solh zeigt riesige bunte Patchwork-Stoffvorhänge und Handstickereien auf Stoff, auf denen sie arabische, französische und englische Zeilen verarbeitet. Einem vergleichbaren Durcheinander begegne man in der Stadt Beirut, in der sich die drei Sprachen zu einem einzigartigen stadttypischen Dialekt vermischten. Es ist Al Solhs Protest gegen die zerstörerischen und menschenunwürdigen Zustände im Nachbarland Syrien.
Die Arbeit wurde im Museum für Islamische Kunst in Athen ausgestellt.

### documenta 14, Kassel
Mounira Al Solh zeigte auf der documenta 14 in Kassel unter dem Titel I Strongly Believe in our Right to be Frivolus eine Porträtserie von 2012. Die Zeichnungen auf amtlich gelbem Papier waren Porträts von Migranten aus dem Mittleren Osten und Nordafrika wurden in Kassel und Athen geschaffen und zum Teil mit erzählten Migrationserlebnissen dokumentiert. Die Zeichnungen zeigen Menschen, die den Wandel vom Flüchtling zum Bürger eines Staates durchleben. Mounira Al Sohl erarbeitet sich einen Atlas aus Oral History und arbeitet die Schilderungen von Vertriebenen auf. Die Arbeit wurde in einem Glas-Pavillon in der Kurt Schumacher-Str. in Kassel im Souterrain gezeigt.
Im Parterre installierte sie Nassib`s Bakery von 2017. Die Bäckerei zeigt Mounira Al Solhs väterliche Bäckerei in Beirut vor der Flucht. In der libanesischen Bäckerei wurden mit Zatar gewürztes Brot und verschiedene Sorten von Mankish auf dem Saj gebacken und verkauft.

## Ausstellungen
- 2007 Biennale von Venedig, Venedig
- 2007 Kunstverein Tiergarten, Berlin
- 2009 Arizona State University
- 2009 El patio de mi casa, Arte Córdoba
- 2009 As if I don't fit here, Galerie Nord, Berlin
- 2009 Embedded Realities, Kunstraum, Düsseldorf
- 2011 Tate Modern, London
- 2011 Exhibition No. 17,  Galerie Sfeir-Semler, Beirut
- 2012 Prichard Art Gallery, Los Angeles
- 2012 grunt gallery, The Sea Is A Stereo, Vancouver
- 2014 Neues Museum, Arab Art, New York
- 2014 Marokko Biennale
- 2014 KW Institute for Contemporary Art Now eat my script, Berlin
- 2015 Sfeir-Semler Gallery, All Mother Tongues are Difficult, Beirut
- 2016 Galerie Sfeir-Semler, I Want To Be a Party, Hamburg
- 2017 Kunsthaus Zürich, Action, Zürich
- 2017 Temporary Museum Bijlmerbajes[6], Amsterdam
- 2017 documenta 14 Athen, Kassel
- 2017 Kunsthalle Hamburg, Art And Alphabet
- 2021/22: Mounira Al Solh – 13 APRIL, 13 APRIL, 13 APRIL, Felix-Nussbaum-Haus, Osnabrück

## Filmfestivals
- 2014 Kurzfilmtage Oberhausen, mit dem Video Now eat my script

## Werke in Museen
- British Museum, London
- Felix Nussbaum Haus, Osnabrück
- Pinakothek der Moderne, München